# James Hansen
James Hansen (Denison, 29 marzo 1941) è un astrofisico e climatologo statunitense.

## Biografia
Dal 1981 è a capo del Goddard Institute for Space Studies della NASA nella città di New York, un istituto facente parte del dipartimento di scienze della terra del Goddard Space Flight Center di Greenbelt, nel Maryland (Stati Uniti). Inoltre è un professore del Department of Earth and Environmental Sciences della Columbia University.
Hansen è molto conosciuto per le sue ricerche nel campo della climatologia, in particolare sul riscaldamento globale e i cambiamenti climatici.

## Premi e riconoscimenti
- 2007: Premio Dan David
- 2010: Premio Blue Planet[1]